# 丹那牛乳
丹那牛乳（たんなぎゅうにゅう）は、静岡県田方郡函南町にある函南東部農業協同組合が生産販売する牛乳のブランド名。

## 概要
丹那盆地で育てられた乳牛を中心に、また最も広範囲に渡って集乳している丹那3.6牛乳においても、最長片道2時間の酪農家から集乳しており、鮮度を売りにしている牛乳ブランド。
主に静岡県東部、伊豆地域を中心に多く販売されており、静岡県東部学校給食の大半で採用されている。

## 歴史
- 1881年（明治14年） - 丹那地方の名主・川口家の31代目の秋平が、盆地という気候が牧畜に適していることに目をつけ、酪農を始める[1]
- 1926年（昭和元年） - 静岡県田方郡で活躍した実業家、政治家の仁田大八郎が丹那牛乳を東京に売り込むため、「伊豆畜産販売購買利用組合」を設立
- 1955年（昭和30年） - 「丹那牛乳」ブランドを立ち上げ
- 1958年（昭和33年） - 学校給食牛乳を開始
- 1982年（昭和57年） - 「函南東部農業協同組合」に名称変更